# Fläming-Radweg
Der Fläming-Radweg führt von Bad Belzig in Brandenburg durch den westlichen Teil des  Naturparks Fläming in Sachsen-Anhalt bis zur Elbe. Er verbindet den Europaradweg R1 in Bad Belzig mit dem  Elberadweg bei Walternienburg oder bei Dessau-Roßlau. Die Streckenlänge beträgt 60 Kilometer bei der Wegvariante Bad Belzig - Dessau und 69 Kilometer bei der Variante Bad Belzig – Walternienburg. 

## Verlauf
Für den Fläming-Radweg existieren zwei Streckenvarianten. Von Garitz aus führt eine Variante der Strecke über  Zerbst nach Walternienburg, die alternative Route führt Richtung Süden nach Dessau-Roßlau.
Variante Dessau-Roßlau: Bad Belzig –  Borne – Klein Glien –  Wiesenburg – Medewitzerhütten – Medewitz –  Reuden –  Grimme – Polenzko – Garitz – Kleinleitzkau – Natho – Mühlstedt –  Meinsdorf –  Roßlau – Dessau
Variante Walternienburg: Bad Belzig – Borne – Klein Glien – Wiesenburg – Medewitzerhütten – Medewitz – Reuden – Grimme – Polenzko – Garitz –  Bornum – Bone – Luso –  Zerbst – Nutha – Walternienburg

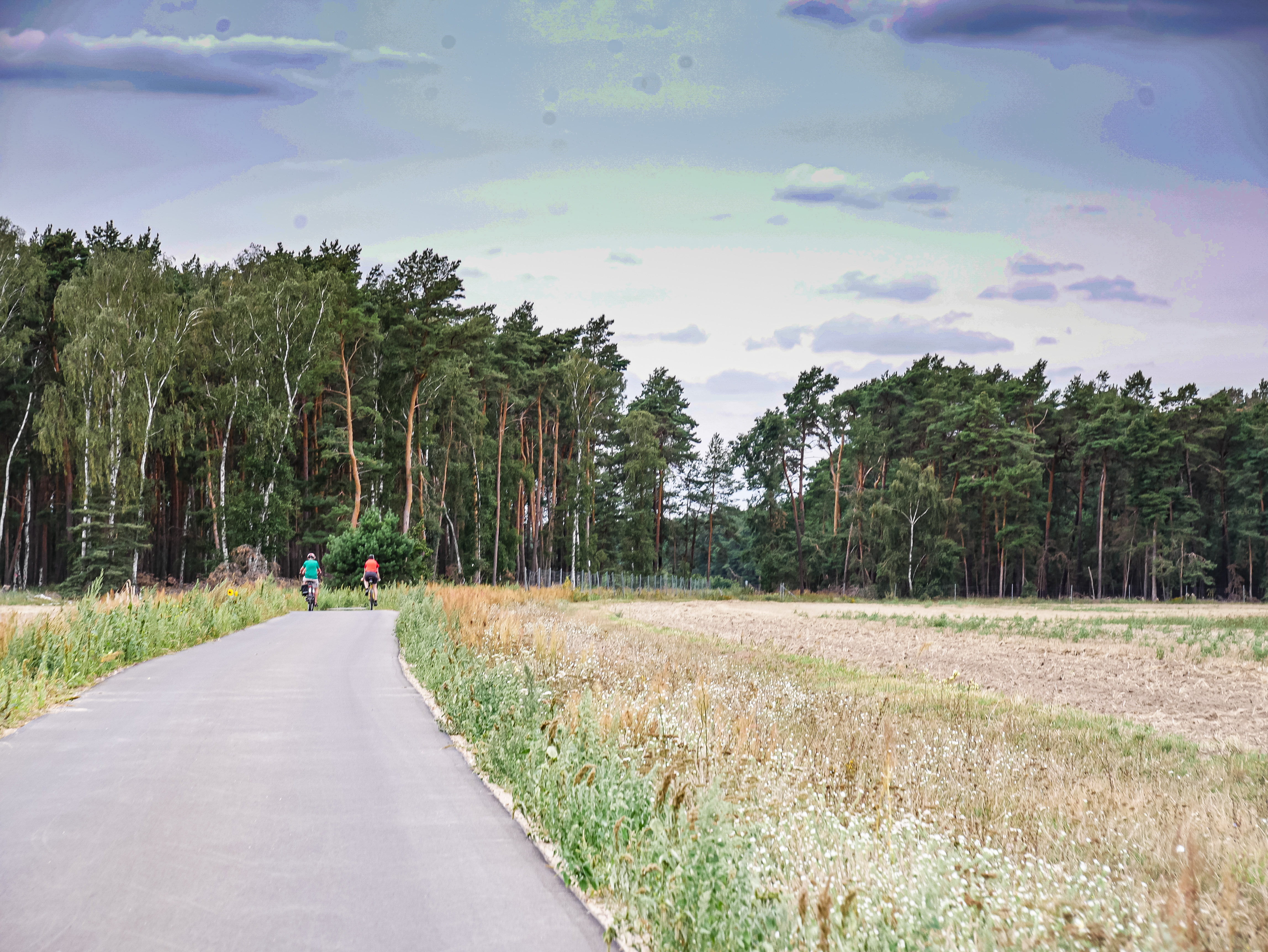
Flaming-Radweg
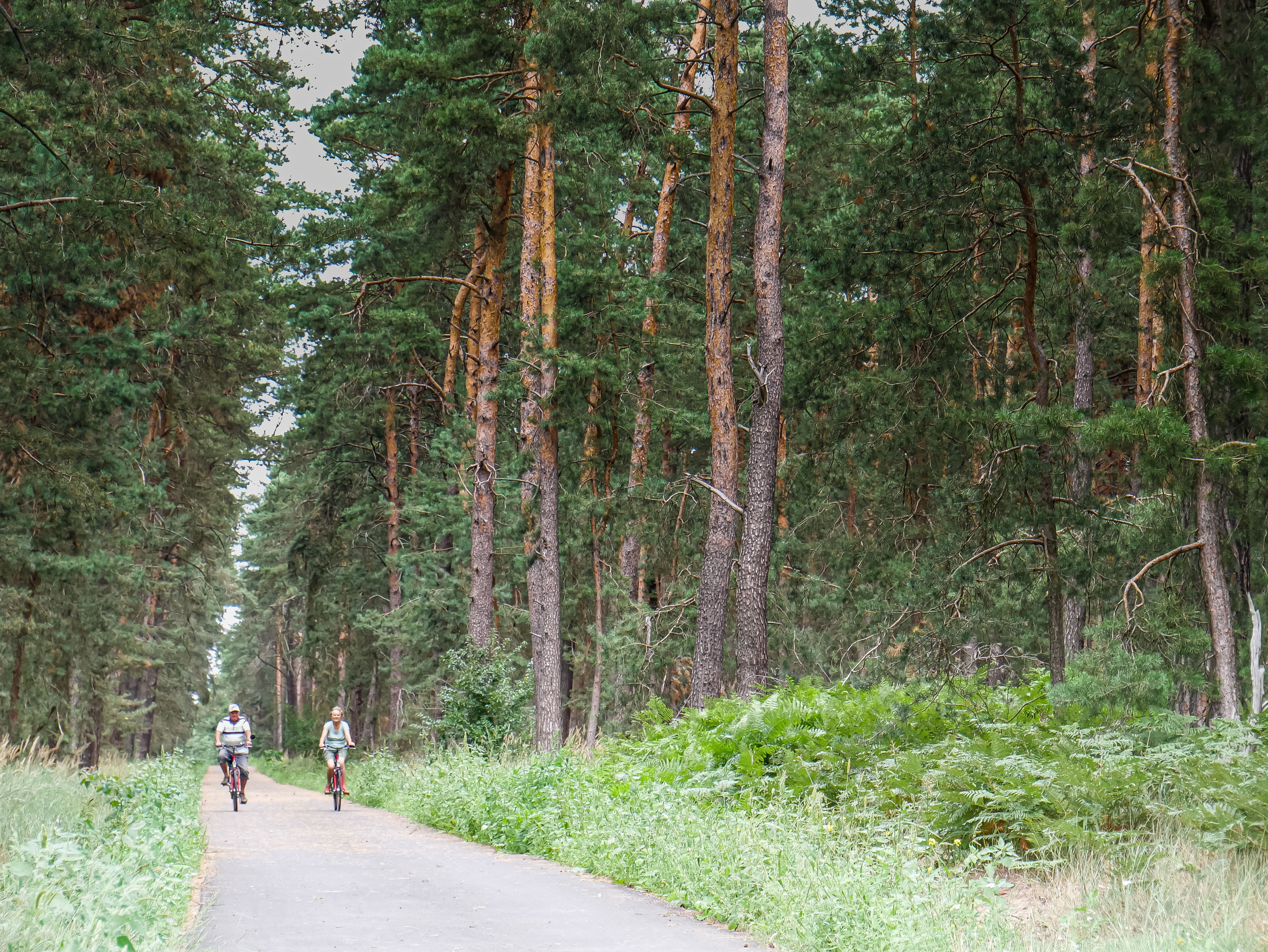
Naturpark Fläming Radwanderweg